# تازواقت (فن الخشب المصبوغ)

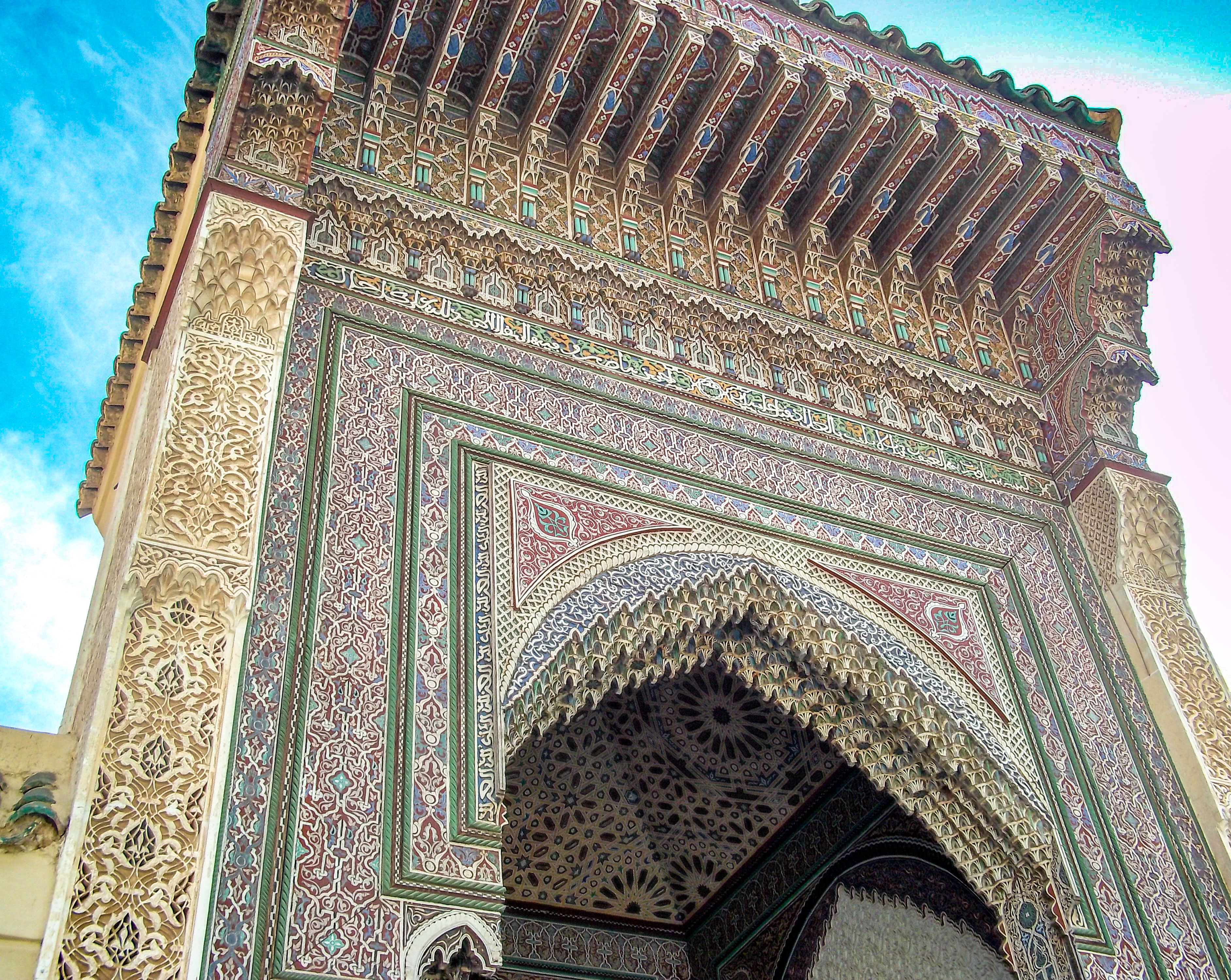
تازواقت بسقاية سيدي بلعباس بمراكش

التازواقت أو الزواق (بالأمازيغية: ⵜⴰⵣⵡⵡⴰⵇⵜ) ، هو فن من الفنون العريقة المغربية، ويمثل أحد أهم خصائص المعمار المغربي. يهم هذا الفن صباغة وتزيين الخشب بألوان مختلفة ومنسجمة. في المدن المعروفة بالتازواقت مثل فاس ومراكش وشفشاون، لا تعتبر الأعمال الخشبية مكتملة إلا بعد تزيينها. تظل التازواقت واحدة من أكثر خصائص الحرف المعمارية الحاضرة والمستمرة في المغرب.

## أنماط التازواقت

### الأنماط الهندسية
لدى الزواقة (حرفيي فن تازواقت) قدرة مذهلة على تتبع الأنماط الهندسية أو الزهرية. يعرفون أسرار «الحسبة» و«القسمة»، وهي قواعد أساسية لأنماط الهندسية التي تندرج فيما يسمى بفن «االتبسطير». بعض الزواق له تركيبة هندسية فقط تخضع مثل كل تقنية لقواعد الخطوط المنظمة. تبني «الحسبة» و«القسمة» طرقًا لبناء أنماط هندسية مغربية محضة. وهي لا تُستخدم في الزواق فحسب، بل تُستخدم لرسم أنماط هندسية لجميع الفنون التقليدية العريقة الأخرى: الخشب، والجص، والحجر أو الرخام المنحوت، والمعدن المحفور أو المنقوش، والزليج، إلخ.
اعتمادًا على مساحة السطح المراد زخرفته، يكون لنوع النمط الهندسي معاملا يتم تحديده من خلال عملية حسابية خاصة بهذه الطرق.

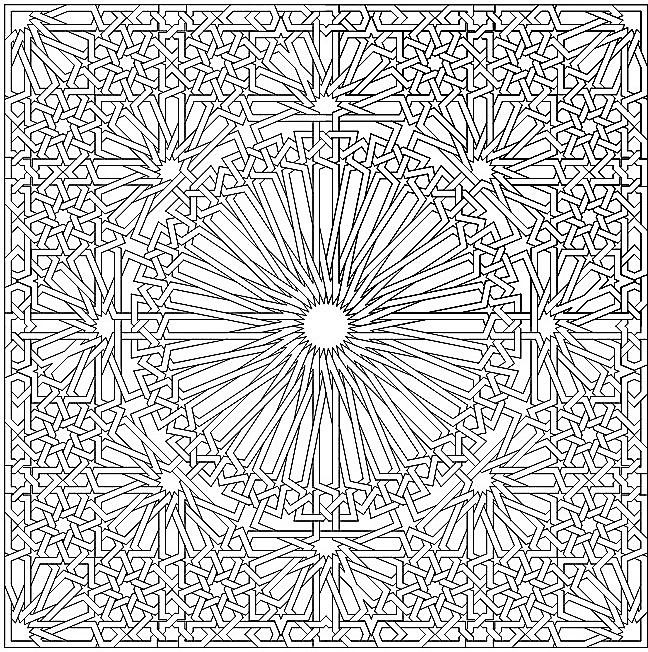
نمط هندسي مغربي "اثنين و ثلاثيني"

#### تسميات الأنماط الهندسية
تسمح طرق الرسم الهندسي ببناء أنماط بسيطة وأنماط معقدة. فكلما ارتفع معاملها، كلما أصبح النمط أكثر تعقيدًا. بعض الأنماط الهندسية لها شكل نظام كوكبي؛ نجوم كبيرة في الوسط محاطة بنجوم صغيرة أخرى. يعتمد اسم كل نمط على عدد فروع كل نجمة والجزء المركزي يسمى «ناعورة». على سبيل المثال، إذا كان للنجمة المركزية 16 زاوية، محاطة بـنجوم ذات 8 زوايا، فإن النمط يسمى «اسطاشري بالمثمن» أي «نجمة ذات 16 بـ نجوم ذات 8».

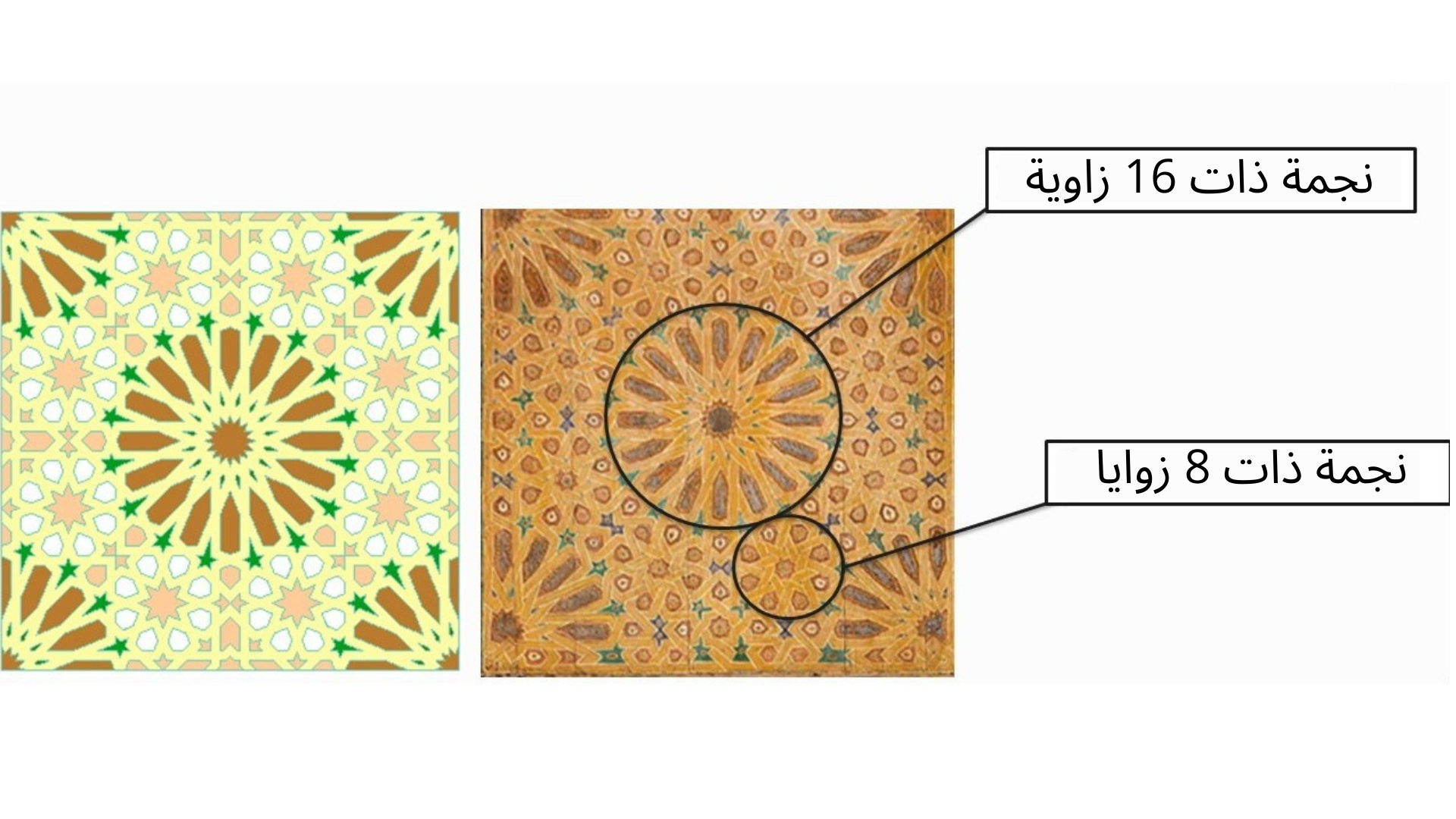
نمط هندسي مغربي "اسطاشري بالمثمن"

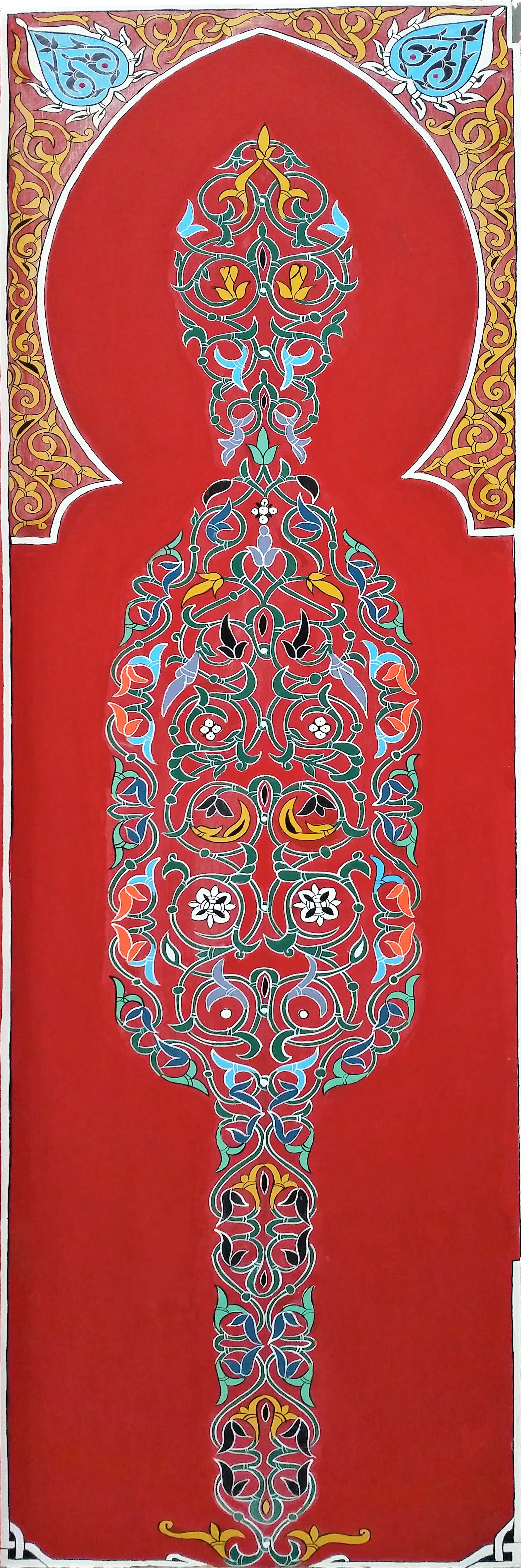
نمط زهري مغربي: توريق

### الأنماط الزهرية
«التوريق» يعني نمط بشكل أوراق الشجر، و«التشجير» هو زخرفة على شكل شجرة. هذا النوع من الأنماط دائمًا ما يكون متماثلًا، وكأن نصفه ينعكس في مرآة.

#### تسميات الأنماط الزهرية
تتم تسمية جميع الأنماط الزهرية تقريبًا باسم النباتات أو الزهور:
التوريق: (من ورقة) نمط الأوراق؛
التشجير: (من شجرة) على شكل شجرة؛
عرق: (من عرق بالدارجة المغربية) الجذر؛
قرنفل: قرنفل.
سوسان: الريحان.

## مكونات صباغة الزواق: الصبغات ومواد الربط
في الأصل، كانت تستخدم الصبغات المسحوقة المعدنية في غالب الأحيان. عن طريق مزجها بغراء الجلد وتسخين المزيج على مِجْمَر. كان يضاف صفار البيض أيضا في بعض الأحيان.
اختلفت مصادر الصبغات من مدينة إلى أخرى. ففي كل مدينة، كان المعلم (الحرفي) يحرص على استخدام المواد المحلية المتوفرة في مدينته أو في نواحيها.

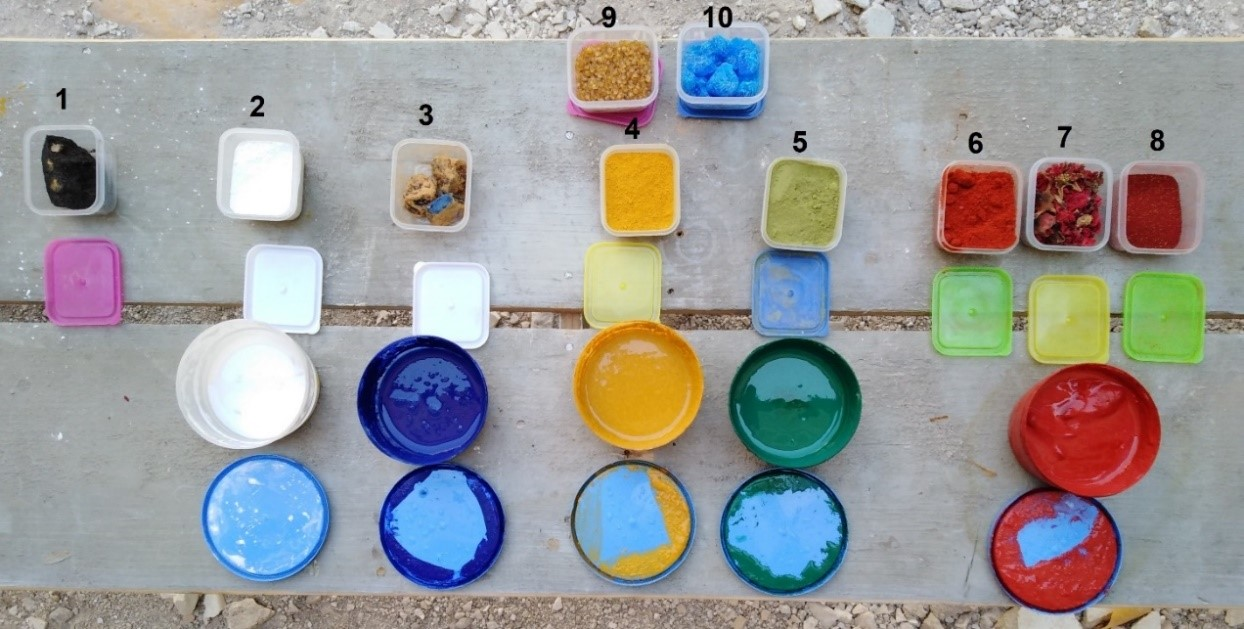
الصبغات ومواد الربط المستخدمة لصنع صباغات التازواقت بالمغرب

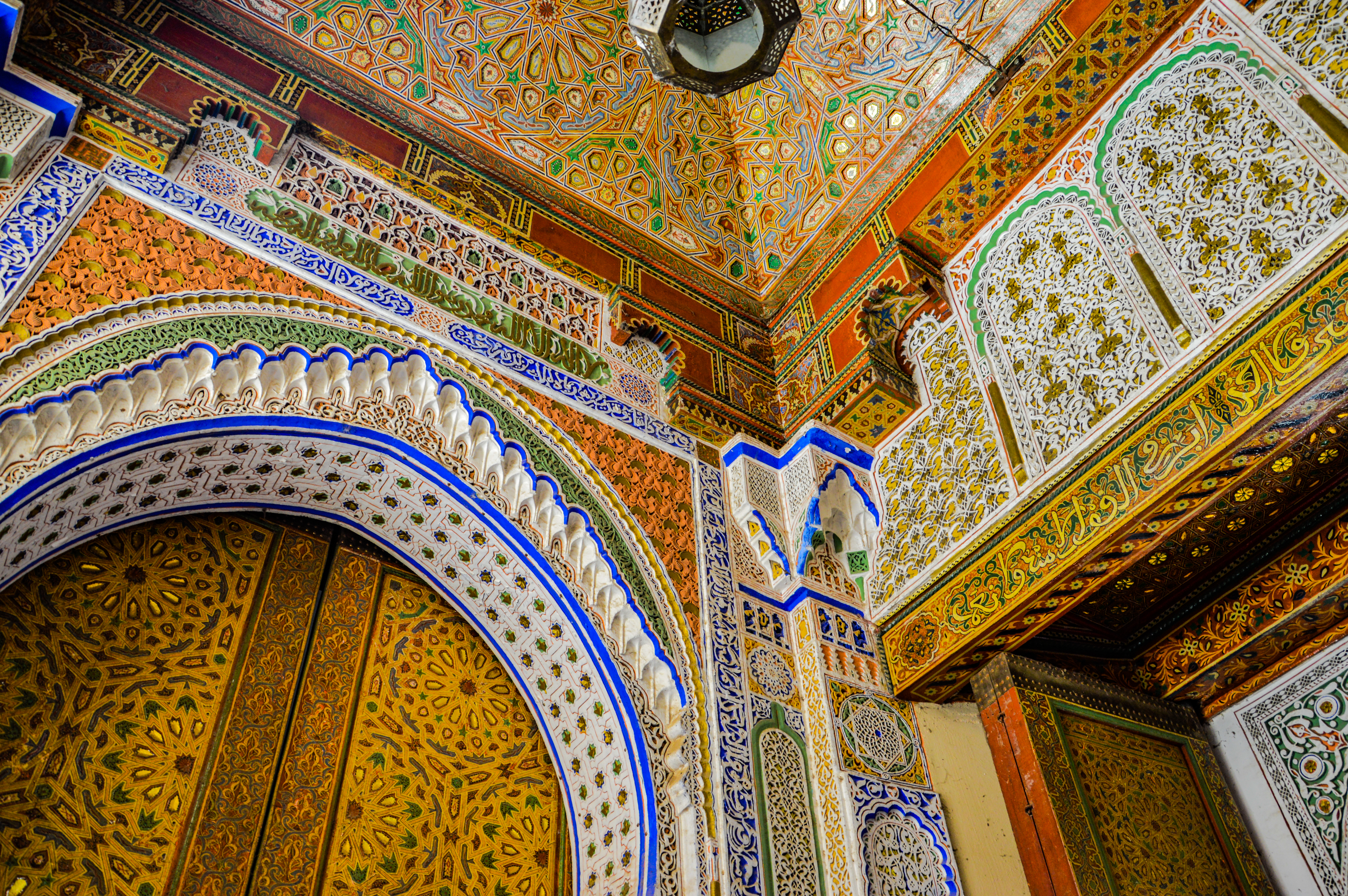
تازواقت بمدخل ضريح مولاي إدريس الثاني بفاس

الصورة توضح بعضا من المواد المستخدمة:
1. صوف الغنم المتفحم الذي يختلط بغراء الجلد.
2. مادة طباشيرية تشبه الجبس.
3. الأزرق النيلي «نيلا».
4. الكركم الأصفر.
5. حناء ممزوجة بقشر الرمان.
6. فلفل أحمر.
7. ورق الرمان.
8. بودرة الخشخاش «عكار فاسي» ممزوجة بقشور الرمان.
9. يستخدم غراء الجلد كمادة لربط المكونات.
10. كبريتات النحاس «الحديدة الزرقاء».

يتم الحصول على الطلاء الأحمر، الموجود في أسفل يمين الصورة، بمزيج من الفلفل الأحمر وأوراق الرمان ومسحوق الخشخاش وقشر الرمان.
تحضير هذه الأصباغ الطبيعية يتم بطحنها، تقليديا بالهاون والمدقة.
كان للحرفيين مصطلحات خاصة بهم في تسمية الألوان. استخدموا عدة أسماء لكل لون حسب درجته، على سبيل المثال: كان يستخدم «قلب لبنانا» التي تعني «قلب الموز»، للدلالة على اللون الأصفر الفاتح، و «زراق الليل» الذي يعني «أزرق الليل» كان يستخدم للدلالة على اللون الأزرق الداكن. أما اللون الذي يتم الحصول عليه من خليط من لونين، فيسمى «موسخ» أي متسخ (لأنه ليس لونًا صافيا).

## أدوات التازواقت: الفرشات والمرسام

### فرشاة شعر الحمار
|  |  |

### المرسام
يعتمد إنتاج المرسام على مساحة السطح المراد تزيينه، سواء كانت عناصر معمارية لمبنى (باب أو نافذة، أسقف، أفاريز، إلخ) أو أعمال فنية صغيرة (طاولات، مقاعد، إطارات مرايا، كراسي، إلخ). يتم رسم التصميم أو النمط على ورق مقوى، وتتم إزالة الفراغات باستخدام إزميل الخشب.

## مراحل التازواقت

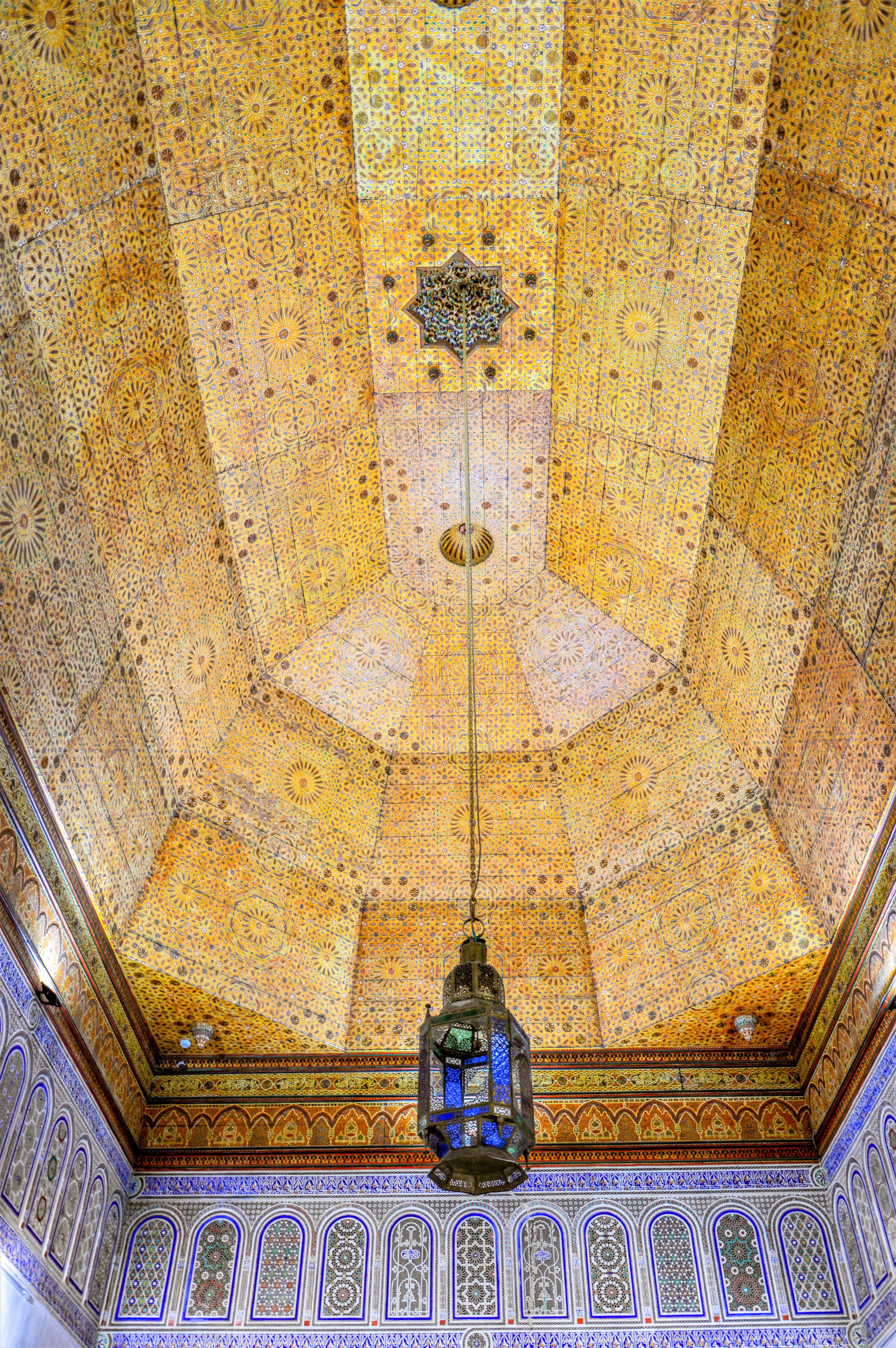
سقف من الخشب المصبوغ بالتازواقت بدار السي سعيد بمراكش

تقنية الزواق مقننة وأنماطه وقواعد تطبيقه معروفة بين الحرفيين، ومع ذلك، فإن دقة وجمال كل عمل منتج يعتمدان على موهبة كل حرفي على حدا. فعلى سبيل المثال، إذا كان هناك حرفيان يعملان على نفس السقف، فإن تمييز الزواق الذي يؤديه كل حرفي ليس صعبًا للغاية إذا نظر إليه عن كثب.
بصفة عامة، يقوم النجار بتحضير الخشب ثم تتم عملية التازواقت على المراحل الثلاث التالية:

### طباعة النمط
طباعة النمط على السطح الذي تم طلاؤه مسبقا بلون موحد للخلفية، والذي غالبًا ما يكون اللون الأحمر الغامق. لطباعته، يستخدم الحرفي رزمة مصنوعة يدويًا من الثوب مملوءة بالجبس الأبيض.

### «الطريح»
بالألوان المختارة والمعدة مسبقا، وباستخدام الفرشاة التقليدية، يتم صباغة النمط المطبوع بالمرسام (توضع الصباغة أينما يكون السطح خالي من الجبس) بدقة وبدون ارتعاش وذلك بوضع اليد التي تحمل الفرشاة على راحة اليد الأخرى.

### «التزيين»
بمجرد أن يجف الطلاء جيدا، لم تعد هناك حاجة إلى غبار الجبس، لذلك يتم مسحه بقماش مبلل. بعد ذلك وباستعمال فرشاة أرق يتم تحديد حواف النمط بخط رفيع باللون الأبيض أو الأسود.

## طبقة الإنهاء
كان استخدام زيت بذور الكتان أمرًا أساسيًا لتلميع والحفاظ على الخشب المزوق. التطبيق بسيط، بعد أن يجف الطلاء، يلمع السطح بقطعة قماش مبللة بزيت بذور الكتان.